# Roman Kratochvíl
Roman Kratochvíl (* 24. červen 1974, Bratislava) je slovenský fotbalový obránce a bývalý reprezentant. Hrává na postu středního obránce nebo pravého krajního obránce.

## Klubová kariéra
Se slovenským klubem FK Inter Bratislava získal v letech 2000 a 2001 dva mistrovské tituly a zároveň i vítězství ve Slovenském poháru (tedy dvakrát tzv. double).
V minulosti se o něj zajímaly tři turecké kluby a jeden ruský. Bližší informace však nebyly zveřejněny. Kariéru v Turecku ukončil v dresu Konyasporu. V roce 2010 se stal součástí obnoveného klubu FK Inter Bratislava, který hrál v sezóně 2010/11 v páté lize a v sezóně 2011/12 hrál čtvrtou ligu, z níž postoupil. Kratochvíl se stal kapitánem klubu.

## Reprezentační kariéra
V A-mužstvu Slovenska debutoval v roce 1999. Celkem odehrál v národním týmu 35 zápasů a vstřelil 1 gól (šlo o vítěznou branku v přátelském utkání proti Bolívii 14. června 2000). Naposledy si oblékl reprezentační dres 11. října 2008 v kvalifikačním utkání o postup na MS 2010 v Serravalle proti domácímu San Marinu. Kratochvíl v 72. minutě viděl červenou kartu, Slováci přesto zvítězili 3:1.

### Reprezentační gól
Gól Romana Kratochvíla za A-mužstvo Slovenska
| Gól | Datum       | Stadion                            | Soupeř  | Skóre (min.) | Výsledek | Soutěž          |
| --- | ----------- | ---------------------------------- | ------- | ------------ | -------- | --------------- |
| 010 | 14. 6. 2000 | Tosu Stadium, Sagamihara, Japonsko | Bolívie | 01:0 0(21.)  | 2:0      | přátelský zápas |